# Щасливе число Слевіна
«Щасли́ве число́ Сле́віна» (англ. «Lucky Number Slevin») — німецько-американська кримінальна драма режисера Пола МакҐіґена, що вийшла 2006 року. У головних ролях Джош Гартнетт, Брюс Вілліс.
Сценаристом був Джейсон Смайловіч, продюсерами були Крістофер Ебертс, Кіа Джем та інші. Вперше фільм продемонстрували 24 лютого 2006 року у Великій Британії, Ірландії, Мальті. В Україні у кінопрокаті прем'єра фільму відбулась 13 квітня 2006 року.

## Сюжет
Слевіна Калевру звільнили з роботи, арештували його дім і його покинула дівчина, тому він переїжджає до свого друга Ніка у Нью-Йорк, і живе у його квартирі. Там він зустрічає його сусідку — Ліндсі. У той час кримінальний авторитет Бос вирішив помститися своєму конкуренту Раббі за вбивство сина, і посилає найманців у квартиру Ніка за власником. Принаймні це те, що глядач бачить на початку фільму. Але подальший перебіг подій виявляє набагато складнішу картину.

## У ролях
| Актор            | Персонаж                                            | Роль                   |
| ---------------- | --------------------------------------------------- | ---------------------- |
| Джош Гартнетт    | Слевін Калевра / Генрі (англ. Slevin Kelevra/Henry) |                        |
| Брюс Вілліс      | Містер Ґудкет / Сміт (англ. Mr. Goodkat/Smith)      | найманий вбивця        |
| Люсі Лью         | Ліндсі (англ. Lindsey)                              | сусідка Ніка           |
| Морган Фрімен    | Бос (англ. The Boss)                                | кримінальний авторитет |
| Бен Кінґслі      | Раббі (англ. The Rabbi)                             | кримінальний авторитет |
| Стенлі Туччі     | Бриковський (англ. Brikowski)                       | детектив               |
| Пітер Аутербрідж | Думбровський (англ. Dumbrowski)                     | детектив               |
| Сем Джегер       | Нік Фішер (англ. Nick Fisher)                       | друг Слевіна           |
| Денні Аєлло      | Рот (англ. Roth)                                    |                        |
| Корі Столл       | Сол (англ. Saul)                                    |                        |
| Роберт Форстер   | Мерфі (англ. Murphy)                                |                        |

## Сприйняття

### Критика
Фільм отримав змішано-позитивні відгуки: Rotten Tomatoes дав оцінку 51 % на основі 153 відгуків від критиків (середня оцінка 5,9/10) і 87 % від глядачів із середньою оцінкою 3,8/5 (334,592 голосів). Загалом на сайті фільми має змішаний рейтинг, фільму зарахований «гнилий помідор» від кінокритиків, проте «попкорн» від глядачів, Internet Movie Database — 7,7/10 (206 710 голосів), Metacritic — 53/100 (36 відгуків критиків) і 8,2/10 від глядачів (151 голос). Загалом на цьому ресурсі від критиків фільм отримав змішані відгуки, а від глядачів — позитивні.

### Касові збори
Під час показу в Україні, що стартував 13 квітня 2006 року, протягом показу фільм зібрав 148,994 $.
Під час показу у США, що розпочався 7 квітня 2006 року, протягом першого тижня фільм показали у 1,984 кінотеатрах і він зібрав 7,031,921 $, що на той час дозволило йому зайняти 5 місце серед усіх прем'єр. Показ фільму протривав 105 днів (15 тижнів) і завершився 20 липня 2006 року. За цей час фільм зібрав у прокаті у США 22,495,466  доларів США, а у решті світу 33,813,415  доларів США (за іншими даними 33,000,000 $), тобто загалом 56,308,881  доларів США (за іншими даними 55,495,466 $) при бюджеті 27 млн $.

### Нагороди і номінації[11]
| Рік  | Нагорода                              | Категорія                                                      | Номінант                                                                         | Результат |
| ---- | ------------------------------------- | -------------------------------------------------------------- | -------------------------------------------------------------------------------- | --------- |
| 2006 | Ґільдія кінорежисерів Канади          | Видатний звуковий монтаж — художній фільм                      | Кевін Бенкс, Лі де Ланґ, Джилл Парді, Натан Робітейлл                            | Номінація |
| 2006 | Міжнародний кінофестиваль у Мілані    | Найкращий фільм (приз глядацьких симпатій)                     | Пол МакҐіґен                                                                     | Перемога  |
| 2006 | Міжнародний кінофестиваль у Мілані    | Найкращий актор                                                | Джош Гартнетт                                                                    | Перемога  |
| 2006 | Міжнародний кінофестиваль у Мілані    | Найкращий монтаж                                               | Ендрю Г'юм                                                                       | Перемога  |
| 2006 | Міжнародний кінофестиваль у Мілані    | Найкращий фільм                                                | Пол МакҐіґен                                                                     | Перемога  |
| 2007 | Звукові монтажники у кінофільмі (США) | Найкращий звуковий монтаж для музики в художньому фільмі       | Кевін Бенкс, Артур Пінґрей                                                       | Номінація |
| 2007 | Звукові монтажники у кінофільмі (США) | Найкращий звуковий монтаж звукових ефектів в іноземному фільмі | Паула Ферфілд, Джилл Парді, Карла Мюррей, Натан Робітейлл, Лі де Ланґ, Стів Бейн | Номінація |

### Виноски
1. 1 2  Lucky Number Slevin: Release Info (англ.). Internet Movie Database. Архів оригіналу за 13 жовтня 2013. Процитовано 26 грудня 2013.
2. 1 2  Щасливе число Слевіна. Kino-teatr.ua. Архів оригіналу за 27 грудня 2013. Процитовано 26 грудня 2013.
3. 1 2 3 4 5  Lucky Number Slevin (англ.). The Numbers. Архів оригіналу за 27 грудня 2013. Процитовано 26 грудня 2013.
4. 1 2 3  Lucky Number Slevin (англ.). Box Office Mojo. Архів оригіналу за 25 листопада 2009. Процитовано 26 грудня 2013.
5. 1 2  Lucky Number Slevin (англ.). Internet Movie Database. Архів оригіналу за 24 грудня 2013. Процитовано 26 грудня 2013.
6. ↑  Lucky Number Slevin (англ.). AllMovie. Архів оригіналу за 22 лютого 2014. Процитовано 26 грудня 2013.
7. ↑  Lucky Number Slevin: Full Cast & Crew (англ.). Internet Movie Database. Архів оригіналу за 6 липня 2014. Процитовано 26 грудня 2013.
8. ↑  Lucky Number Slevin (англ.). Rotten Tomatoes. Архів оригіналу за 30 грудня 2012. Процитовано 26 грудня 2013.
9. ↑  Lucky Number Slevin (англ.). Metacritic. Архів оригіналу за 30 березня 2018. Процитовано 26 грудня 2013.
10. ↑  Lucky Number Slevin — Ukraine Weekend Box Office (англ.). Box Office Mojo. Архів оригіналу за 27 грудня 2013. Процитовано 26 грудня 2013.
11. ↑  Lucky Number Slevin: Awards (англ.). Internet Movie Database. Архів оригіналу за 23 березня 2014. Процитовано 26 грудня 2013.